# María Colón
Pour les articles homonymes, voir colon.
María Caridad Colón Rueñes, née le 25 mars 1958 à Baracoa, est une athlète cubaine. Elle a été la première Cubaine à devenir championne olympique.
Aux Jeux olympiques d'été de 1980 à Moscou, l'Est-Allemande Ute Richter avait lancé le javelot, lors des qualifications, à 66.66 m, établissant un nouveau record olympique. María Colón ne se qualifiait pour la finale qu'en huitième position avec un lancer à 64.42 m. Mais en finale, María Colón lança, à son premier essai, à 68.40 m, nouveau record olympique et gagnait devant la Soviétique Saida Gunba et les Est-Allemandes Ute Hommola et Ute Richter.
En 1983, elle défendit avec succès son titre obtenu quatre ans plus tôt aux Jeux panaméricains, mais ne termina que huitième des premiers championnats du monde.

## Palmarès

### Jeux olympiques d'été
- Jeux olympiques d'été de 1980 à Moscou ( Union soviétique)
  -  Médaille d'or au lancer du javelot

### Championnats du monde d'athlétisme
- Championnats du monde d'athlétisme de 1983 à Helsinki ( Finlande)
  - 8e au lancer du javelot

### Jeux panaméricains
- Jeux panaméricains de 1979 à San Juan ( Porto Rico)
  -  Médaille d'or au lancer du javelot
- Jeux panaméricains de 1983 à Caracas ( Venezuela)
  -  Médaille d'or au lancer du javelot